# JabbaWockeeZ
JabbaWockeeZ est un groupe de danse hip hop, créé en 2003 par Joe Larot, Kevin Brewer et Phil Tayag, originaire de San Diego en Californie. Cette troupe est connue pour avoir participé à l'émission américaine America's Best Dance Crew et gagné la première saison, mais aussi pour la synchronisation et la précision des danses, pour le mime et pour le port de masques et de gants lors de la plupart de leurs prestations. Les JabbaWockeeZ n'ont pas de leader, leurs chorégraphies, musiques et choix de tenues sont décidés de manière collective.
Les Jabbawockeez ont joué dans un épisode de Shake it up. Ils sont souvent invités à des matchs de basket pour des prestations à la mi-temps (ex : lors des finales de NBA 2016, 2017, 2019, 2021, 2022) ; ils ont ainsi fait une entrée remarquée avec Shaquille O'Neal qui lui aussi avait le masque de Jabbawockeez. Les Jabbawockeez ont également fait une apparition dans le film Sexy Dance 2 , et réalisé des danses sur les clips "BOOM" de Tiësto, Gucci Mane et Sevenn mais aussi sur le clip de DaBaby, BOP in Broadway.

Le nom « JabbaWockeeZ » est dérivé du poème Jabberwocky de Lewis Carroll.